# رومان غورتز
رومان غورتز (بالألمانية: Roman Görtz)‏ هو لاعب كرة قدم ألماني في مركز حراسة المرمى، ولد في 11 يناير 1974 في برلين في ألمانيا. لعب مع تنس بوروسيا برلين وكارل زايس يينا.

## وصلات خارجية
- رومان غورتز على موقع بيانات كرة القدم. دي إي (الألمانية)